# Chrysolepis chrysophylla
Chrysolepis chrysophylla är en bokväxtart som först beskrevs av David Douglas och William Jackson Hooker, och fick sitt nu gällande namn av Karl Jesper Hjelmquis. Chrysolepis chrysophylla ingår i släktet Chrysolepis och familjen bokväxter.

## Underarter
Arten delas in i följande underarter:
- C. c. chrysophylla
- C. c. minor

## Bildgalleri

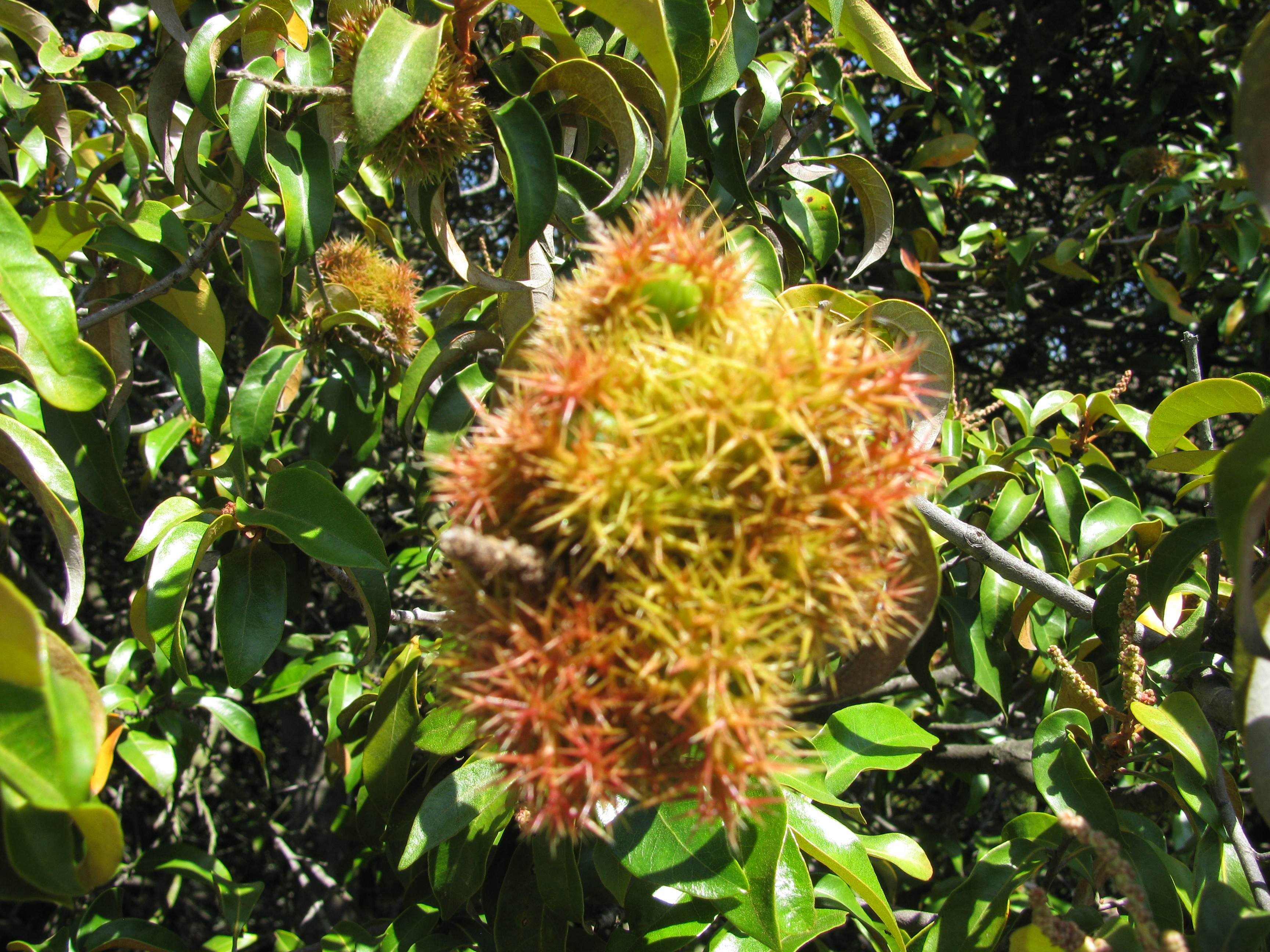
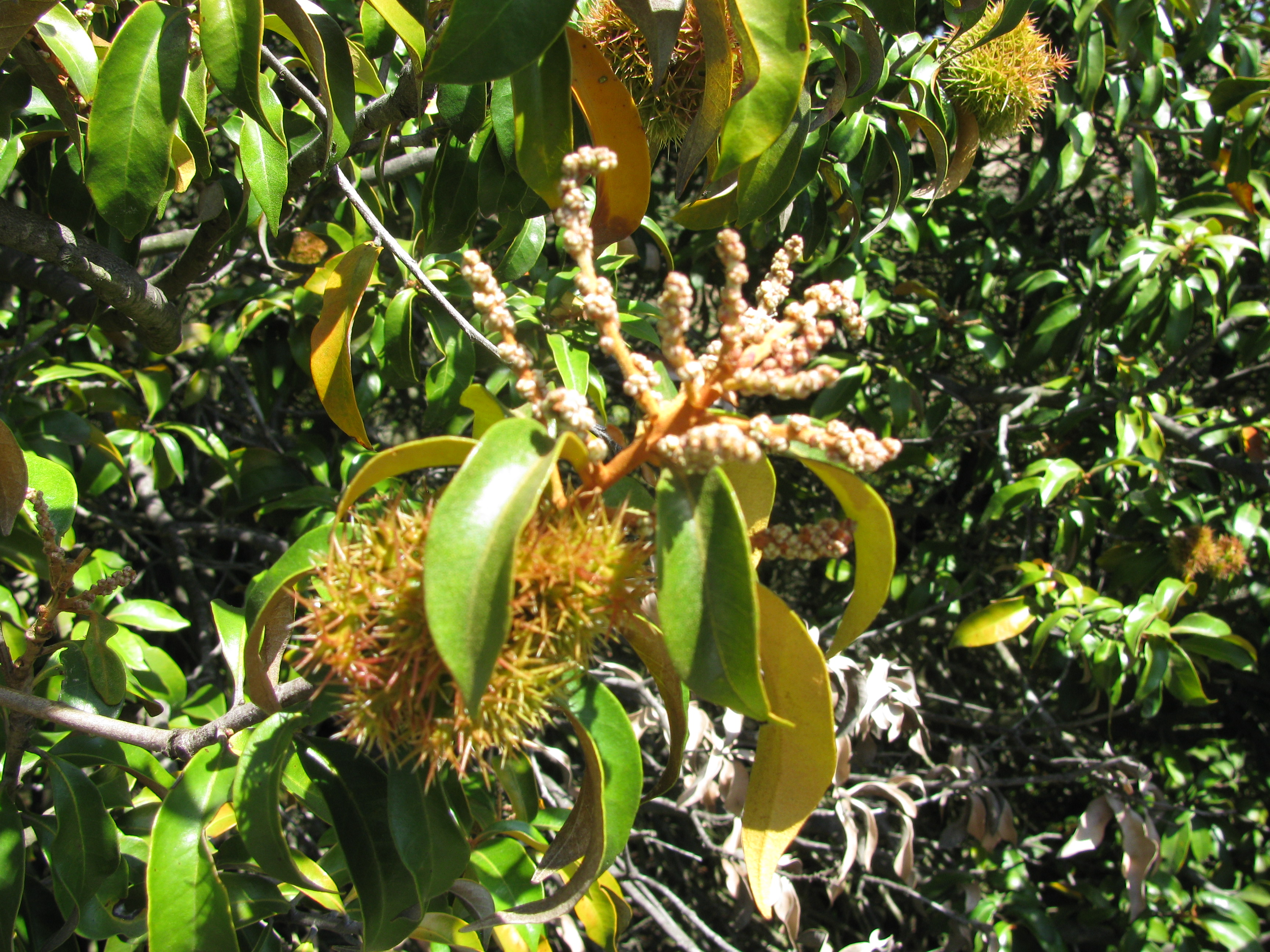
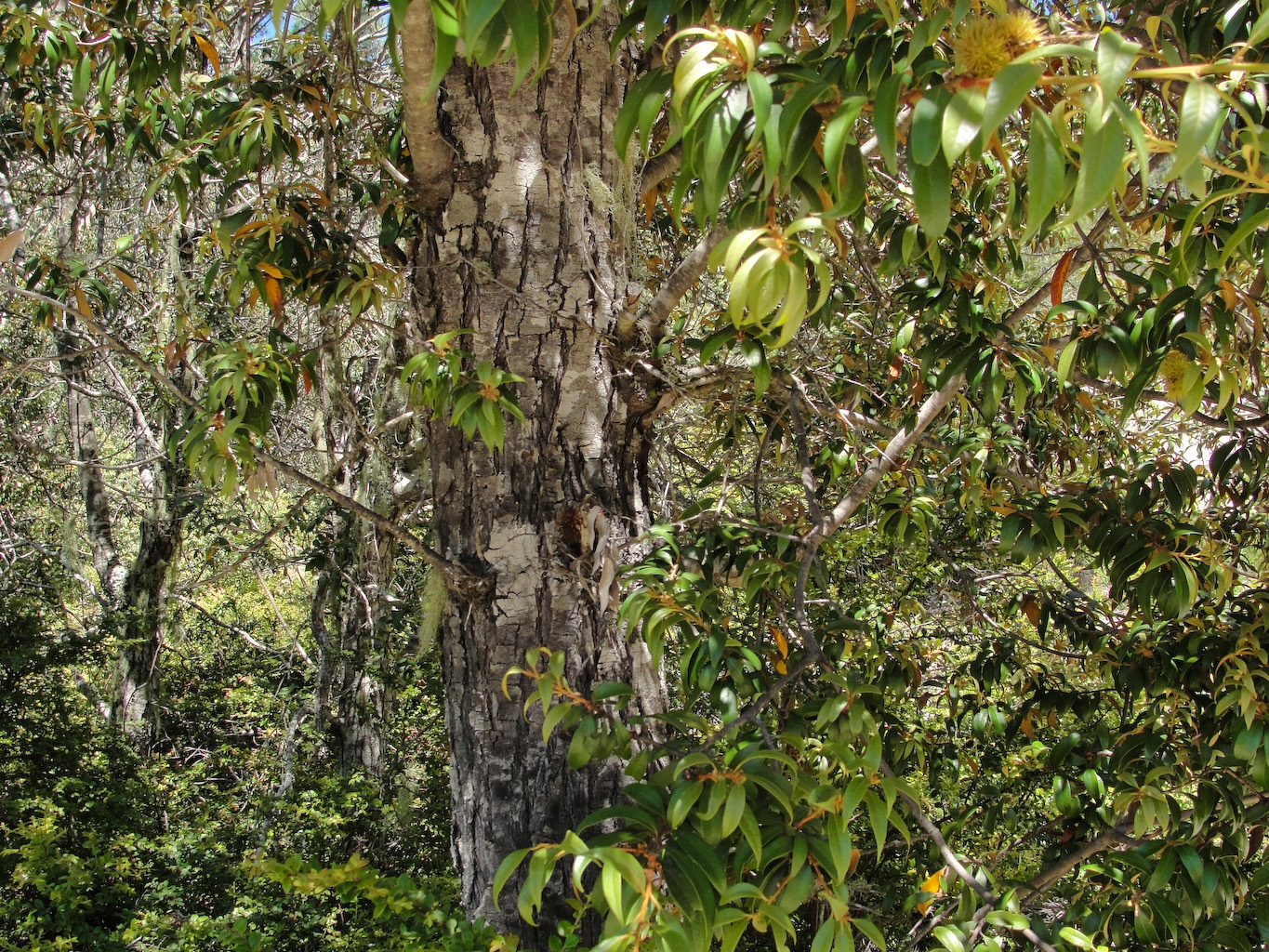
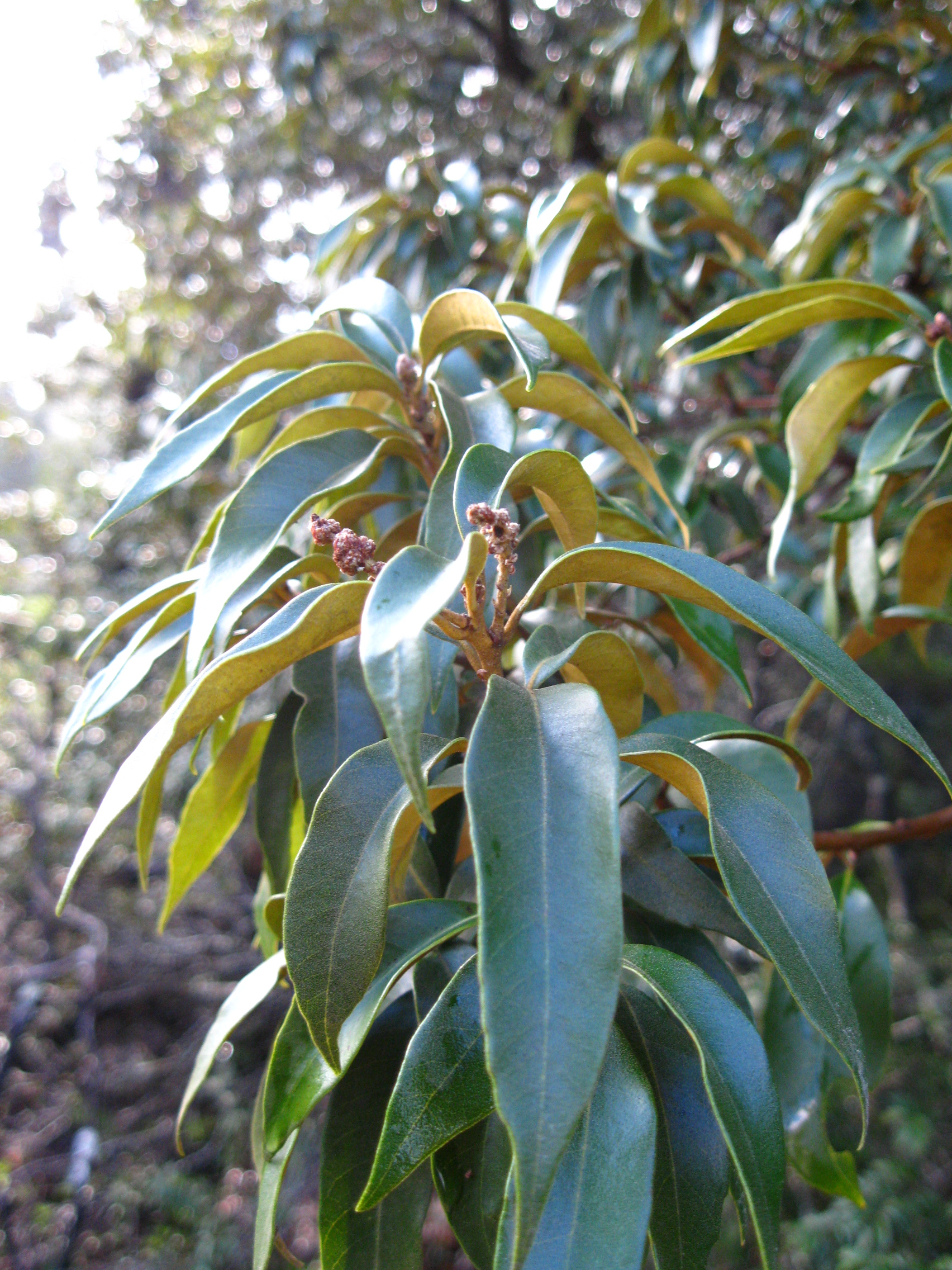
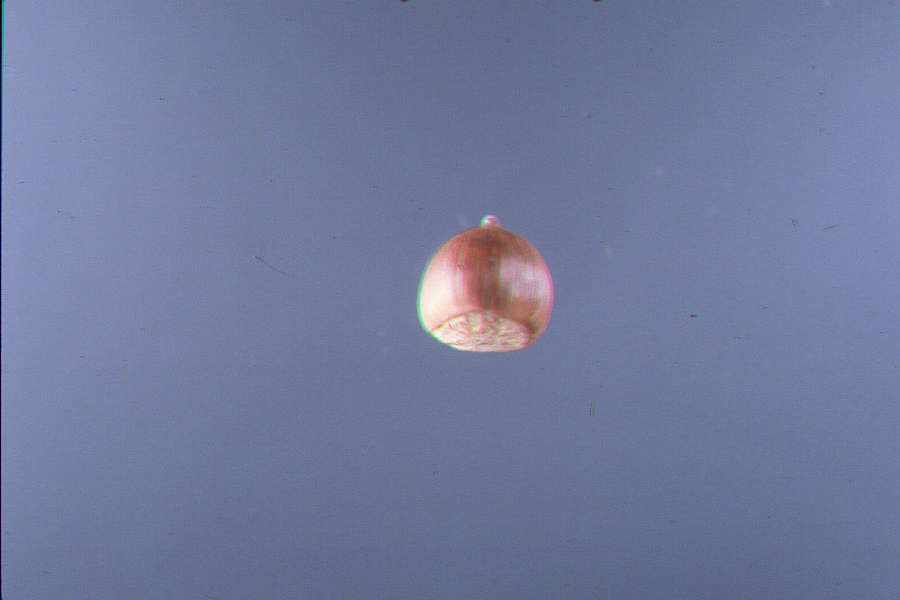
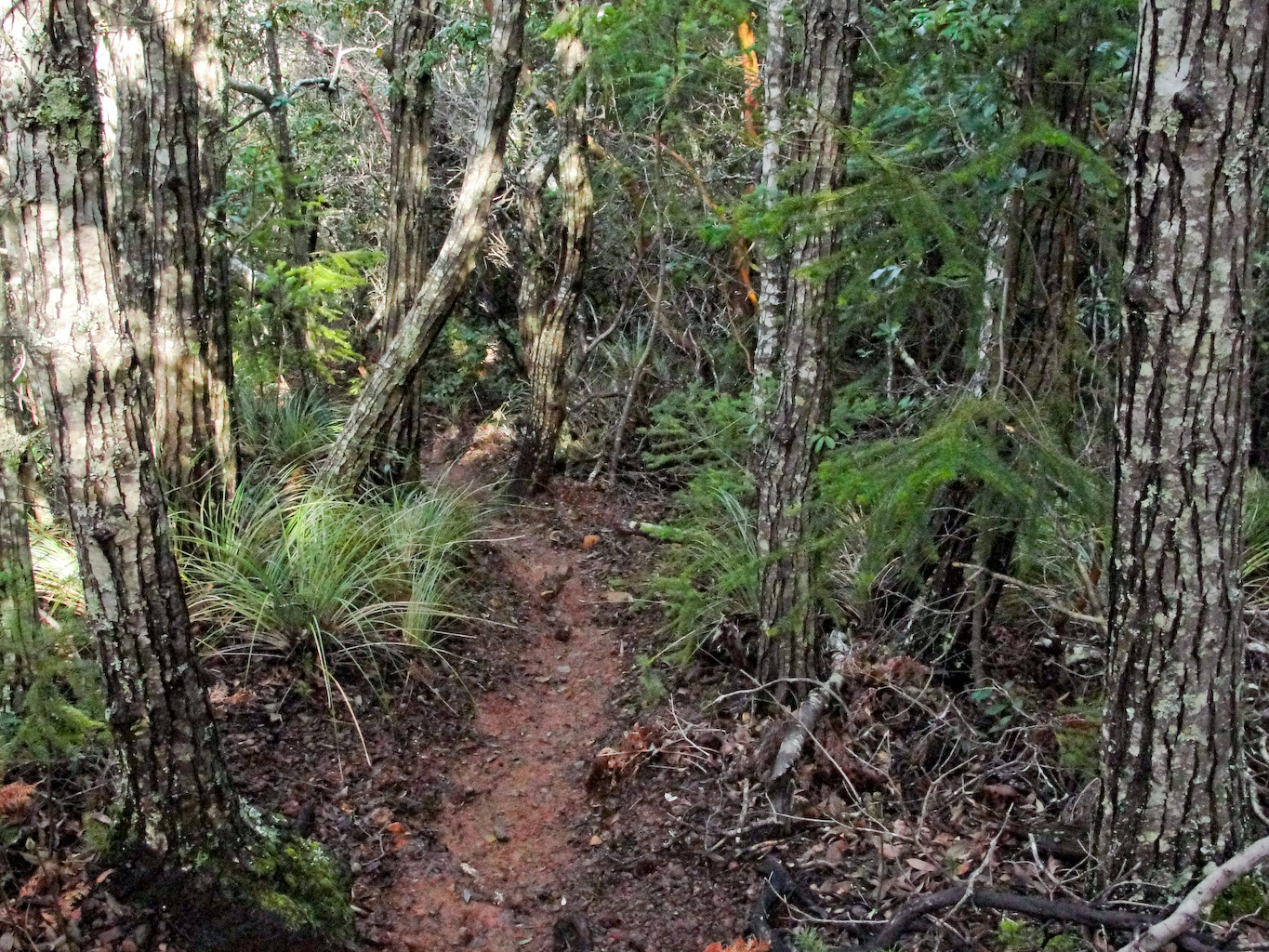